# 鷹島口站
鷹島口站（日语：／ Takashimaguchi eki */?）是位於長崎縣松浦市今福町佛坂免，松浦鐵道的西九州線車站。
車站設有愛稱「元寇之島“鷹島”的玄關」，愛稱取自車站是鷹島的玄關口，該島為元日戰爭完結之地。

## 歷史
- 1990年（平成2年）3月10日 - 今福鷹島口站（日语：／）啟用[2]。
- 1994年（平成6年）10月3日 - 車站改名為鷹島口站。
- 2015年（平成27年）5月11日 - 車站愛稱定為「元寇之島“鷹島”的玄關」に決まる[1]。

## 車站構造
車站是一座地面車站，設有1面1線的單式月台。此站是無人車站，沒有車站大樓，只有候車室和廁所。

## 車站周邊
從車站步行約2分鐘，於國道204號下行處設有今福港。該港口設有渡輪前往鷹島（舊北松浦郡鷹島町）。在鷹島渡輪的候船室中設有鷹島口站的時間表。車站位於懸崖邊的高地。沿海邊設有許多住宅。
- 西肥巴士（日语：西肥自動車）「今福」巴士站

## 使用狀況
以下為1日平均乘車人次列表：
| 乘車人員變化 | 乘車人員變化 |
| 年度         | 1日平均人次  |
| ------------ | ------------ |
| 1998         | 101          |
| 1999         | 89           |
| 2000         | 83           |
| 2001         | 94           |
| 2002         | 73           |
| 2003         | 75           |
| 2004         | 58           |
| 2005         | 97           |
| 2006         | 62           |
| 2007         | 69           |
| 2008         | 71           |
| 2009         | 49           |
| 2010         | 51           |

## 相鄰車站
松浦鐵道
西九州線
今福－鷹島口－前濱

## 注腳
1. 1 2   (PDF) (新闻稿). 松浦鉄道. 2015-05-11  [2021-02-13]. （原始内容 (PDF)存档于2019-03-06） （日语）.
2. ↑  鈴木文彥. . 鐵道雜誌 (鐵道雜誌社). 2012-8, 46 (8): 106–111 （日语）.
3. ↑  長崎縣統計年鑑

## 外部連結
- 鷹島口站時間表 （页面存档备份，存于）（日語） - 松浦鐵道